# Leylâ Erbil
Leylâ Erbil (Istanbul, 12 gennaio 1931 – Istanbul, 19 luglio 2013) è stata una scrittrice turca, riconosciuta come una delle figure più influenti e innovative della letteratura turca moderna.

## Biografia
Nata a Istanbul nel 1931 in una famiglia della classe media, studiò presso il liceo femminile di Kadıköy e si iscrisse in seguito all’Università di Istanbul per studiare filologia inglese, ma non completò gli studi a causa del matrimonio e di obblighi familiari. Dopo il secondo matrimonio con Mehmet Erbil nel 1955, si trasferì ad Ankara e lavorò in diversi ambiti, inclusi traduzioni e attività culturali.
Nel 1961 si trasferì nuovamente a Istanbul, divenendo attiva nei circoli culturali e politici, in particolare all'interno del Partito dei Lavoratori della Turchia. Trascorse anche un periodo a Zurigo tra il 1967 e il 1968.
Morì a Istanbul nel 2013 all'età di 82 anni.

## Carriera letteraria
Esordì come scrittrice di racconti con la pubblicazione di Uğraşsız nel 1956. La sua prima raccolta Hallaç (1961) segna l’inizio della sua attività letteraria pubblica, seguita da Gecede (1968).
Il romanzo Tuhaf Bir Kadın (1971), considerato uno dei suoi lavori più significativi, esplora l’alienazione e l’emancipazione femminile attraverso una narrazione sperimentale e polifonica. L’opera si distingue per l’uso di una lingua destrutturata, a tratti surrealista, e affronta temi tabù come la sessualità, il desiderio, e le disuguaglianze di genere.
Seguono altre opere fondamentali come Karanlığın Günü (1985), Mektup Aşkları (1988), e Cüce (2001), che consolidano il suo stile originale e la sua posizione nel panorama letterario turco. I suoi romanzi presentano una profonda critica alla società patriarcale e alla repressione culturale, ed evidenziano il potere trasformativo del linguaggio.

## Temi e stile
Erbil fu una pioniera nel rifiuto della forma narrativa tradizionale, ricorrendo spesso al flusso di coscienza, alla narrazione multipla e alla frammentazione del linguaggio. Il suo stile è stato paragonato a quello di Virginia Woolf e James Joyce per la sua complessità e sperimentalismo.

## Riconoscimenti
Nel 2015 è stata inaugurata una collezione a lei dedicata dal Nâzım Hikmet Kültür ve Sanat Vakfı, con manoscritti, lettere, fotografie e documenti personali.

## Opere (parziali)
- Hallaç (1961)[3]

- Gecede (1968)[3]

- Tuhaf Bir Kadın (1971)[5]

- Karanlığın Günü (1985)[3]

- Mektup Aşkları (1988)[3]

- Cüce (2001)[8]

- Üç Başlı Ejderha (2005)[8]

- Kalan (2011)[8]

- Tuhaf Bir Erkek (2013)[8]